# Obsessed (film, 2009)
Pour les articles homonymes, voir Obsessed.
Pour plus de détails, voir Fiche technique et Distribution.
Obsessed ou Obsédée au Québec est un thriller américain réalisé par Steve Shill (en), sorti en 2009.

## Synopsis
Derek Charles (Idris Elba), gestionnaire de fonds est heureux dans sa carrière et avec son épouse Sharon (Beyoncé) et leur fils Kyle. Sa vie bascule quand à son bureau Lisa Sheridan (Ali Larter), une secrétaire intérimaire lui fait des avances de moins en moins dissimulées, puis le harcele.

## Fiche technique
Sauf indication contraire, les informations mentionnées dans cette section peuvent être confirmées par la base de données cinématographiques IMDb,  présente dans la section « Liens externes ».
- Titres original et français : Obsessed
- Titre québécois : Obsédée
- Titre de travail : Oh No She Didn't
- Réalisation : Steve Shill (en)
- Scénario :  David Loughery
- Décors : Jon Gary Steele
- Costumes : Maya Lieberman
- Photographie :  Ken Seng
- Montage : Paul Seydor
- Musique : James Michael Dooley
- Production : Will Packer ; Nicolas Stern (coproducteur)

Production déléguée : Beyoncé Knowles, Glenn S. Gainor, Jeffrey Graup, Magic Johnson, Mathew Knowles, Damon Lee et David Loughery
- Sociétés de production : Rainforest Films et Parkwood Entertainment
- Société de distribution : Screen Gems
- Pays d'origine :  États-Unis
- Langue originale : anglais
- Format : couleur
- Genre : thriller
- Durée : 108 minutes
- Dates de sortie :
  - États-Unis : 23 avril 2009 (avant-première à New York) ; 24 avril 2009 (sortie nationale)
  - Suisse romande : 2 septembre 2009
  - France : 21 octobre 2009 (DVD)

## Distribution
- Idris Elba (V. F. : Emmanuel Jacomy ; V. Q. : Marc-André Bélanger) : Derek Charles
- Beyoncé (V. F. : Élisabeth Ventura ; V. Q. : Hélène Mondoux) : Sharon Charles
- Ali Larter (V. F. : Caroline Maillard ; V. Q. : Camille Cyr-Desmarais) : Lisa Sheridan
- Jerry O'Connell (V. F. : Thierry Wermuth ; V. Q. : Gilbert Lachance) : Ben
- Scout Taylor-Compton (V. F. : Chantal Macé ; V. Q. : Kim Jalabert) : Samantha
- Christine Lahti (V. F. : Martine Irzenski ; V. Q. : Diane Arcand) : l'inspecteur Reese
- Richard Ruccolo (V. F. : Pierre Tessier ; V. Q. : Daniel Lesourd) : Hank
- Bruce McGill (V. F. : Marc Alfos ; V. Q. : Mario Desmarais) : Joe Gage
- Matthew Humphreys (en) (V. F. : Jérémy Prévost ; V. Q. : Nicolas Charbonneaux-Collombet) : Patrick
- Bonnie Perlman (V. F. : Maïté Monceau) : Marge
- Nathan Myers : Kyle
- Meredith Roberts : Connie
- Dana Cuomo : Rachel
- Jon Rowland : John
- Nelson Mashita : le docteur
- Janora McDuffie : l'infirmière
- Bryan Ross : l'agent de sécurité

Source et légende : Version française (V. F.) sur Doublagissimo

## Production

### Développement
Obsessed est le premier long métrage du réalisateur Steve Shill (en) qui a énormément officié pour le petit écran. On lui doit notamment des épisodes de séries télévisées à succès comme Les Soprano, Urgences, Rome ou encore Dexter.

### Attribution des rôles
Idris Elba et Ali Larter, ont fait leurs armes sur le petit écran puisqu'ils ont tous les deux joué dans des séries télévisées avant de s'illustrer dans des longs métrages. Ali Larter, l'une des héroïnes de Heroes, a fait ses débuts en 1996, dans la série Susan. Idris Elba a, de son côté, débuté dans de nombreuses séries, telles que Affaires non classées, Ultraviolet, New York, police judiciaire et surtout Sur écoute (The Wire).
Beyoncé Knowles est aussi la productrice du film, et elle fait bien puisque le film fut un véritable succès aux États-Unis.

### Musique
- Any Other Day de Wyclef Jean
- Black And Gold de Sam Sparro
- Soul Food de Martina Topley-Bird
- American Boy de Estelle
- I'm Gonna Getcha de Crudo
- The Christmas Song de Marcus Miller
- Play That Funky Music de Wild Cherry
- Jingle Bells
- Oye Al Desierto de The Quickness
- Destiny de Zero 7
- Bamboo Wall de Patch
- Golden de Jill Scott
- Smash into you de Beyoncé

## Accueil

### Sorties
Obsessed est présenté le 23 avril 2009 en avant-première à New York aux États-Unis, avant sa sortie nationale le lendemain le 24 avril 2009. Quant à la France, il est sorti directement sur DVD et Blu-ray le 21 octobre 2009.

### Box-office
Le film se classe 1er au box-office (68 261 644 de dollars pour 20 millions de dollars).